# Anathallis spiculifera
Anathallis spiculifera är en orkidéart som först beskrevs av John Lindley, och fick sitt nu gällande namn av Carlyle August Luer. Anathallis spiculifera ingår i släktet Anathallis och familjen orkidéer. Inga underarter finns listade i Catalogue of Life.